# Episodi di Adventures of Superman (quarta stagione)
La quarta stagione della serie TV Adventures of Superman è andata in onda negli Stati Uniti d'America dal 18 febbraio 1956 al 16 giugno 1956.
| nº   | Titolo originale            | Titolo italiano | Prima TV USA     | Prima TV Italia |
| ---- | --------------------------- | --------------- | ---------------- | --------------- |
| 1.01 | Joey                        |                 | 18 febbraio 1956 |                 |
| 1.02 | The Unlucky Number          |                 | 25 febbraio 1956 |                 |
| 1.03 | The Big Freeze              |                 | 3 marzo 1956     |                 |
| 1.04 | Peril by Sea                |                 | 10 marzo 1956    |                 |
| 1.05 | Topsy Turvy                 |                 | 21 aprile 1956   |                 |
| 1.06 | Jimmy the Kid               |                 | 28 aprile 1956   |                 |
| 1.07 | The Girl Who Hired Superman |                 | 5 maggio 1956    |                 |
| 1.08 | The Wedding of Superman     |                 | 12 maggio 1956   |                 |
| 1.09 | Dagger Island               |                 | 19 maggio 1956   |                 |
| 1.10 | Blackmail                   |                 | 26 maggio 1956   |                 |
| 1.11 | The Deadly Rock             |                 | 2 giugno 1956    |                 |
| 1.12 | The Phantom Ring            |                 | 9 giugno 1956    |                 |
| 1.13 | The Jolly Roger             |                 | 16 giugno 1956   |                 |